# 루트비히 4세 폰 헤센 대공
루트비히 4세(독일어: Ludwig IV, 1837년 9월 12일 ~ 1892년 3월 13일)는 헤센 대공국의 제4대 대공(재위: 1877년 6월 13일 ~ 1892년 3월 13일)으로, 루트비히 2세의 손자이자 루트비히 3세의 조카이다.

## 생애
헤센 대공국의 다름슈타트에서 루트비히 2세 대공의 차남 카를과 프로이센의 왕녀 엘리자베트 사이에서 장남으로 태어났다. 본명은 프리드리히 빌헬름 루트비히 카를(Friedrich Wilhelm Ludwig Karl)이다.
1862년 영국의 빅토리아 여왕의 딸인 영국의 알리체 공주와 결혼해 2남 5녀를 두었지만 디프테리아로 아내와 사별했다. 이후 루트비히는 신분이 낮은 여성과 재혼해 그녀에게 백작부인 작위를 주었지만 장모인 빅토리아 여왕에 의해 이들의 결혼은 무효화되었다. 1892년 다름슈타트에서 사망했다.

## 자녀
| 사진 | 이름              | 생일             | 사망                   | 기타                                                                                                |
| ---- | ----------------- | ---------------- | ---------------------- | --------------------------------------------------------------------------------------------------- |
|      | 빅토리아          | 1863년 4월 5일   | 1950년 9월 24일(87세)  | 바텐베르크 공자 루이와 결혼. 2남 2녀.                                                               |
|      | 엘리자베트        | 1864년 11월 1일  | 1918년 7월 18일(53세)  | 세르게이 알렉산드로비치와 결혼, 자녀 없음.                                                          |
|      | 이레네            | 1866년 7월 11일  | 1953년 11월 11일(87세) | 하인리히 폰 프로이센 왕자와 결혼, 3남.                                                              |
|      | 에른스트 루트비히 | 1868년 11월 28일 | 1937년 10월 9일(68세)  | 작센코부르크고타의 빅토리아 멜리타와 결혼 후 이혼, 1녀. 엘레오노레 추 졸름호엔졸름리히와 결혼, 2남. |
|      | 프리드리히        | 1870년 10월 7일  | 1873년 5월 29일(2세)   | 요절.                                                                                               |
|      | 알릭스            | 1872년 6월 6일   | 1918년 7월 18일(46세)  | 러시아 차르 니콜라이 2세와 결혼, 1남 4녀.                                                           |
|      | 마리아            | 1874년 5월 24일  | 1878년 11월 16일(4세)  | 요절.                                                                                               |